# Wolfgang von Löhneysen
Hans-Wolfgang Freiherr von Löhneysen (Lüneburg, 28 agosto 1917 – Berlino, 27 settembre 2004) è stato uno storico dell'arte tedesco.

## Biografia
Löhneysen conseguì il dottorato all'Università di Jena nel 1941 e, dal 1965 al 1982, insegnò come professore di storia dell'arte all'Università delle Arti di Berlino. Ha scritto trattati sulla storia dell'arte e dell'intelletto del XIX e XX secolo.
Pubblicò due volumi di scritti di Goethe sull'arte e curò l'opera completa di Schopenhauer in cinque volumi.
È sepolto nel cimitero Waldfriedhof Dahlem di Berllino.

## Opere
- Die ältere niederländische Malerei – Künstler und Kritiker, Erich Röth, Eisenach und Kassel 1956
- Aus alten Sagen, aber neu erzählt. Haude und Spener, Berlin 1969
- Mistra, Griechenlands Schicksal im Mittelalter, Prestel, München 1977
- Eine neue Kunstgeschichte, Walter de Gruyter, Berlin / New York 1984
- Heimat unter dem Himmel, Berg Athos, Heidelberger Verlagsanstalt, Heidelberg 1992
- Raffael unter den Philosophen, Philosophen über Raffael – Denkbild und Sprache der Interpretation, Duncker & Humblot, Berlin 1992. OCLC 797435643
- Erlebtes Altertum, Abhandlungen zur Kunst- und Geistesgeschichte, St. Augustin 1998
- Tageskreise – Lebenslinien, Menschen um 1770, Verlag Königshausen & Neumann, Würzburg 2001
- Goethe und Schopenhauer – Abhandlungen zu Literatur und Kunst, St. Augustin 2001
- Savonarolas heimliche Zeitgenossen, eine Lektüre für Freunde der Ironie; Kunst-Brücke, Berlin 2002.